# 彭伯頓 (新澤西州)
彭伯頓（英語：Pemberton）是位於美國新澤西州伯靈頓縣的自治市鎮。

## 人口
根據2020年美國人口普查的數據，彭伯頓的面積為1.57平方千米，當中陸地面積為1.53平方千米，而水域面積為0.04平方千米。當地共有人口1371人，而人口密度為每平方千米873人。